# HMS Hajen (1954)
Pour les autres navires du même nom, voir HMS Hajen.
Le HMS Hajen (en suédois, « requin ») est le navire de tête de la classe Hajen de sous-marins de la marine royale suédoise.

## Carrière
Le navire a été commandé en 1949 à Kockums Mekaniska Verkstads AB à Malmö et sa quille a été posée en 1953. Le navire a été lancé le 11 décembre 1954 et a été mis en service le 28 février 1957.
Il a été désarmé le 1er juillet 1980 et plus tard ferraillé à Landskrona en 1983.

## Galerie

HMS Hajen
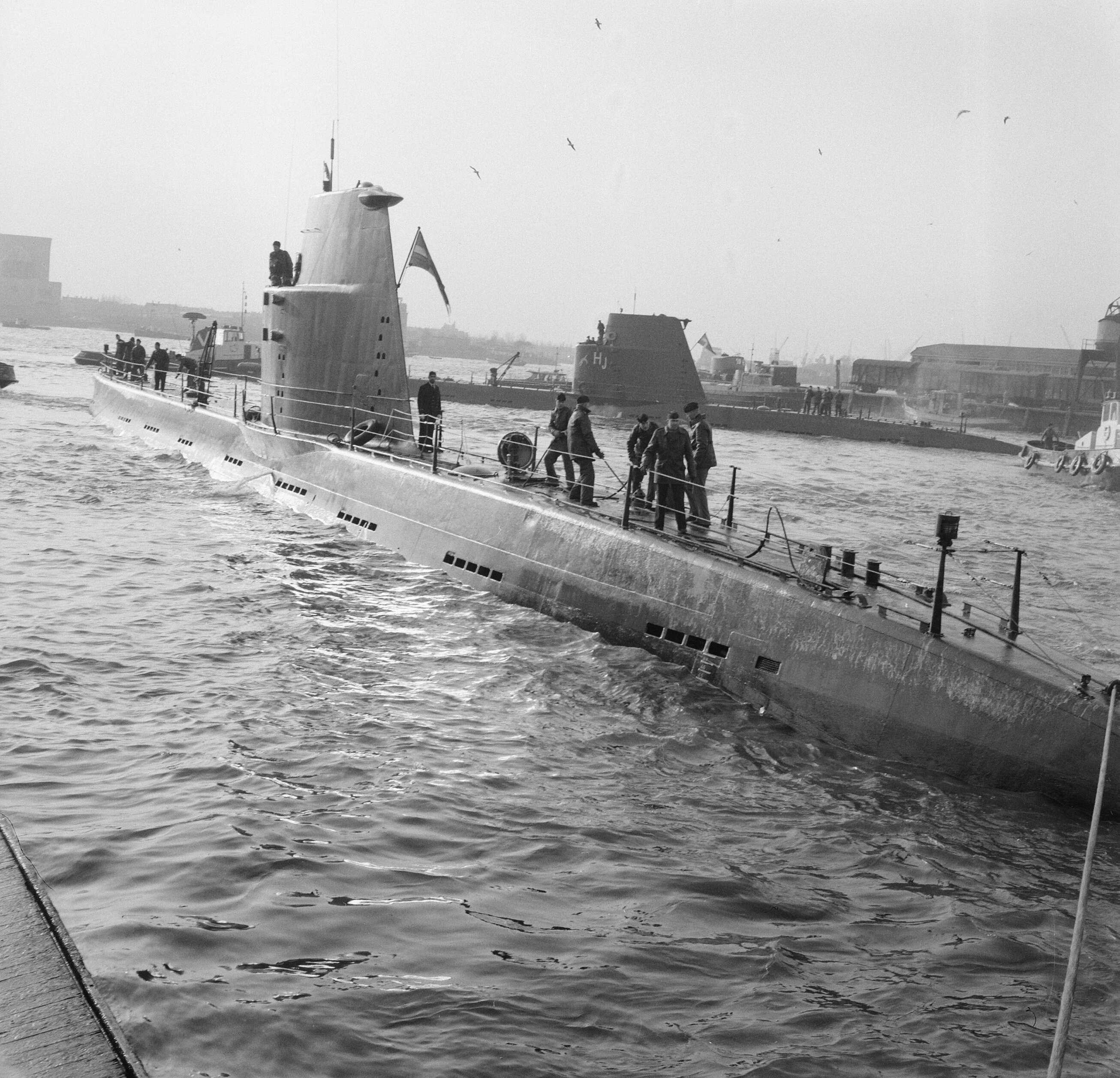
Le HMS Hajen le 25 janvier 1961.
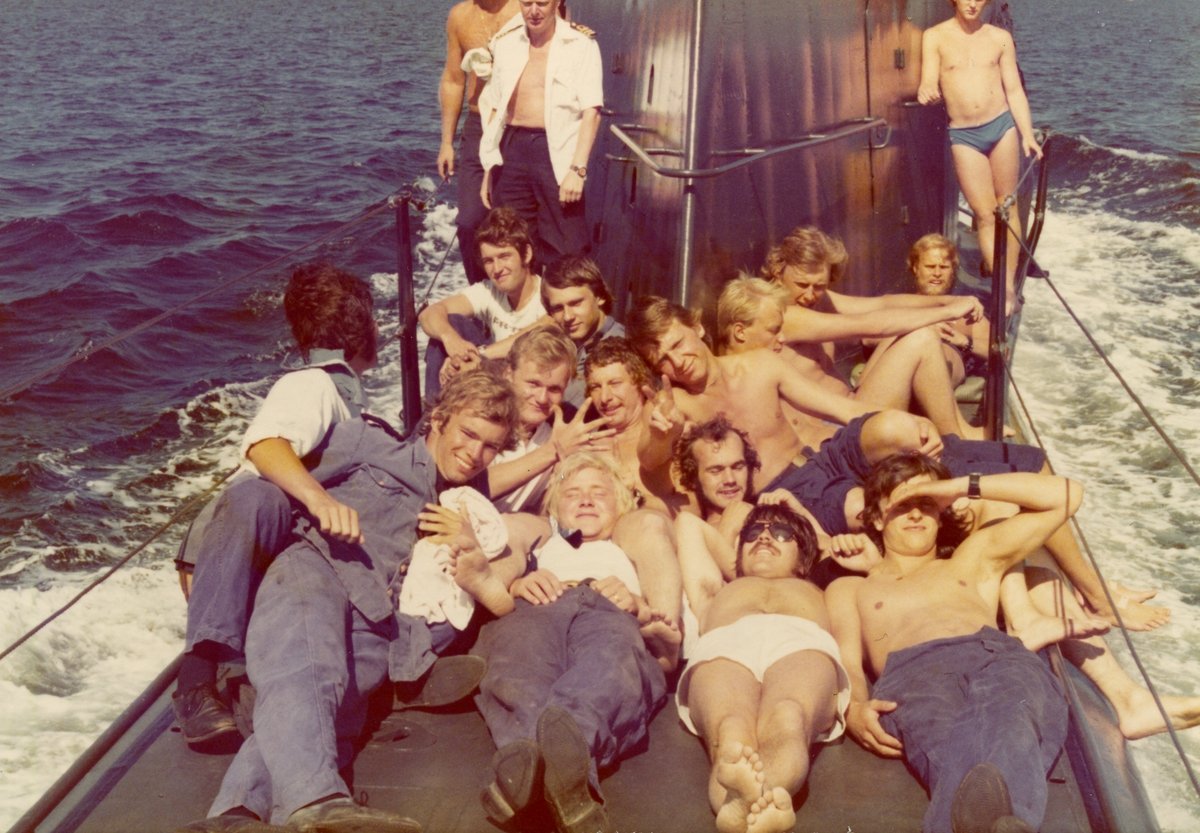
Le HMS Hajen en 1975.
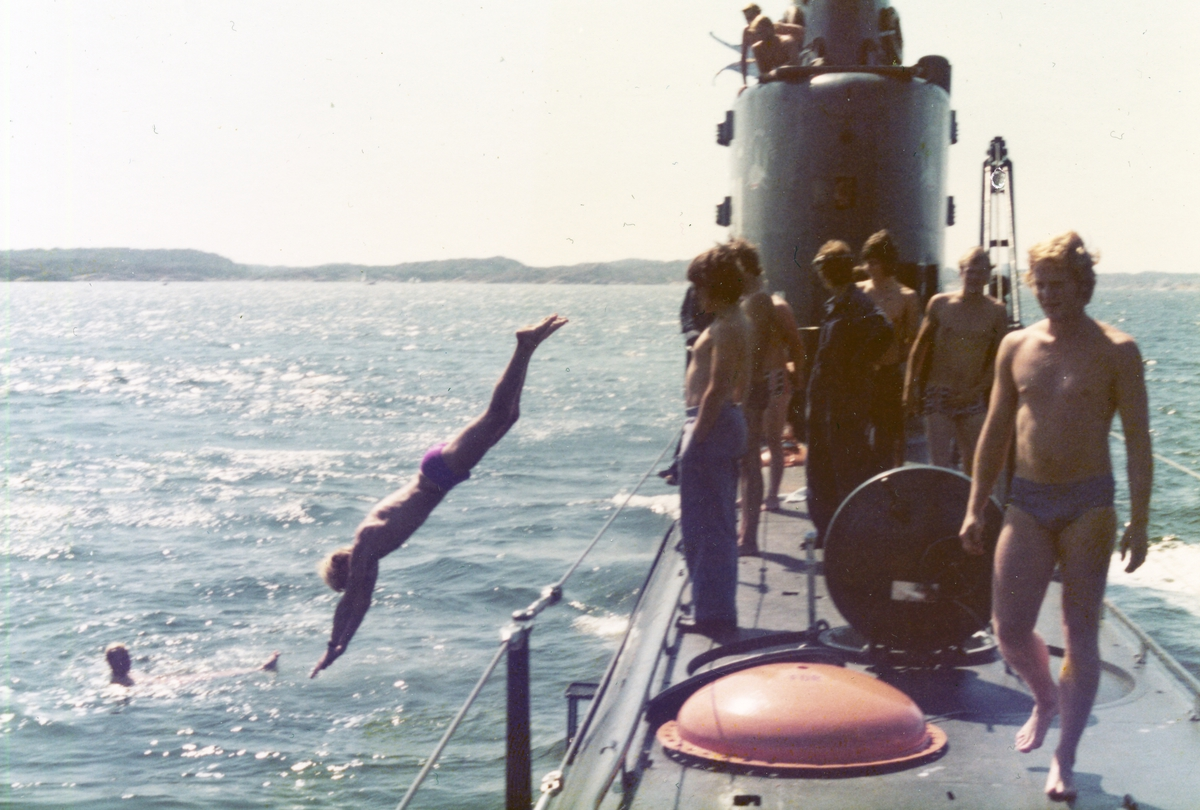
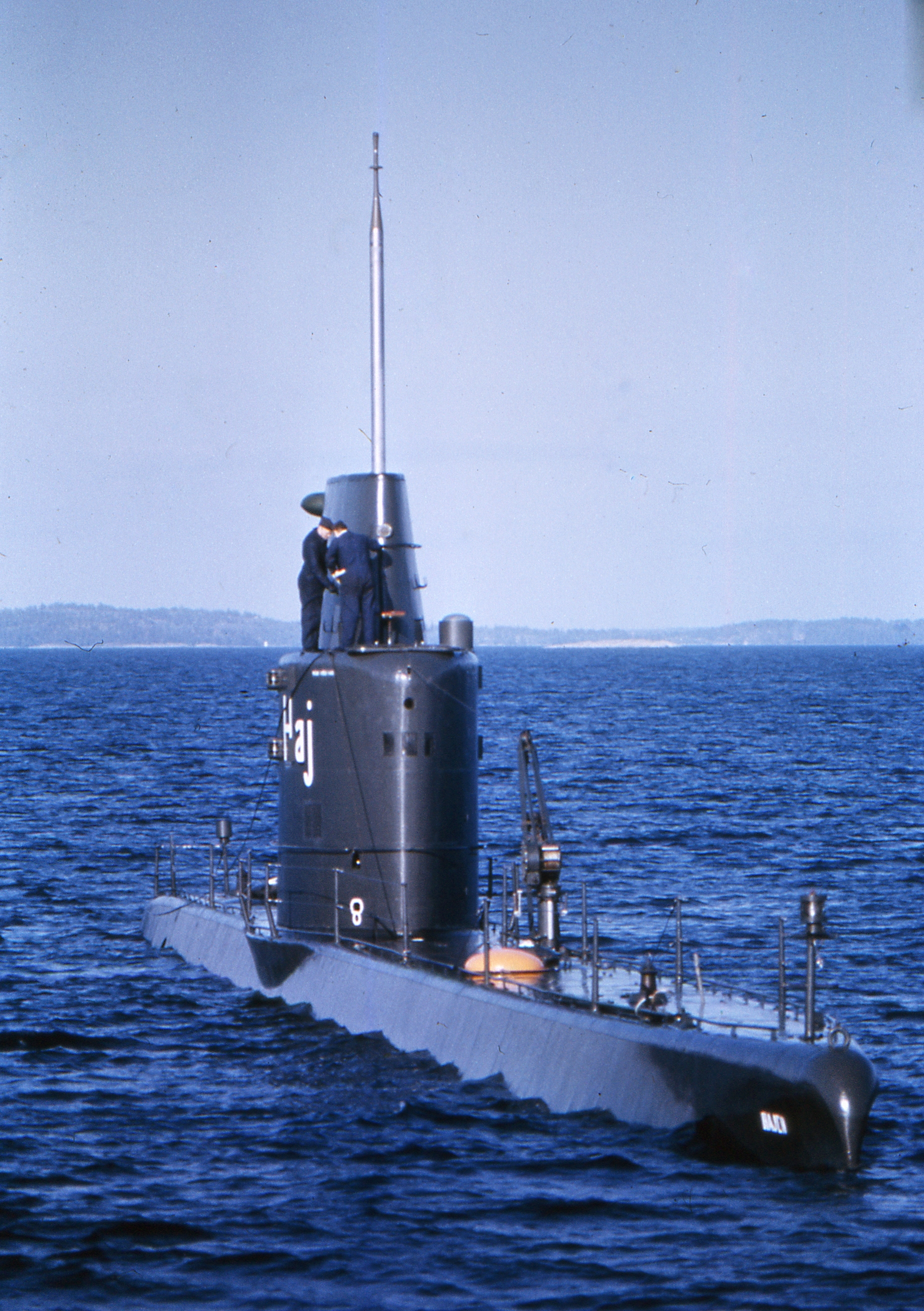